# Baltische Föderale Immanuel-Kant-Universität
Die Baltische Föderale Immanuel-Kant-Universität (russisch Балтийский федеральный университет имени Иммануила Канта, englisch Immanuel Kant Baltic Federal University) ist eine Universität in Kaliningrad, Russland. Seit der Perestroika versteht sie sich zunehmend als Nachfolgeeinrichtung der Albertus-Universität Königsberg, deren Betrieb im Zweiten Weltkrieg während der Schlacht um Königsberg eingestellt worden war. Bis 2005 hieß sie Staatliche Universität Kaliningrad, dann bis 2012 Russische Staatliche Immanuel-Kant-Universität (russisch Российский государственный университет имени Иммануила Канта). Seither trägt sie den Namen Baltische Föderale Immanuel-Kant-Universität. Sie ist eine von acht Föderalen Universitäten Russlands. In Moskau und Sankt Petersburg befinden sich die beiden nationalen Staatsuniversitäten des Landes.

## Geschichte

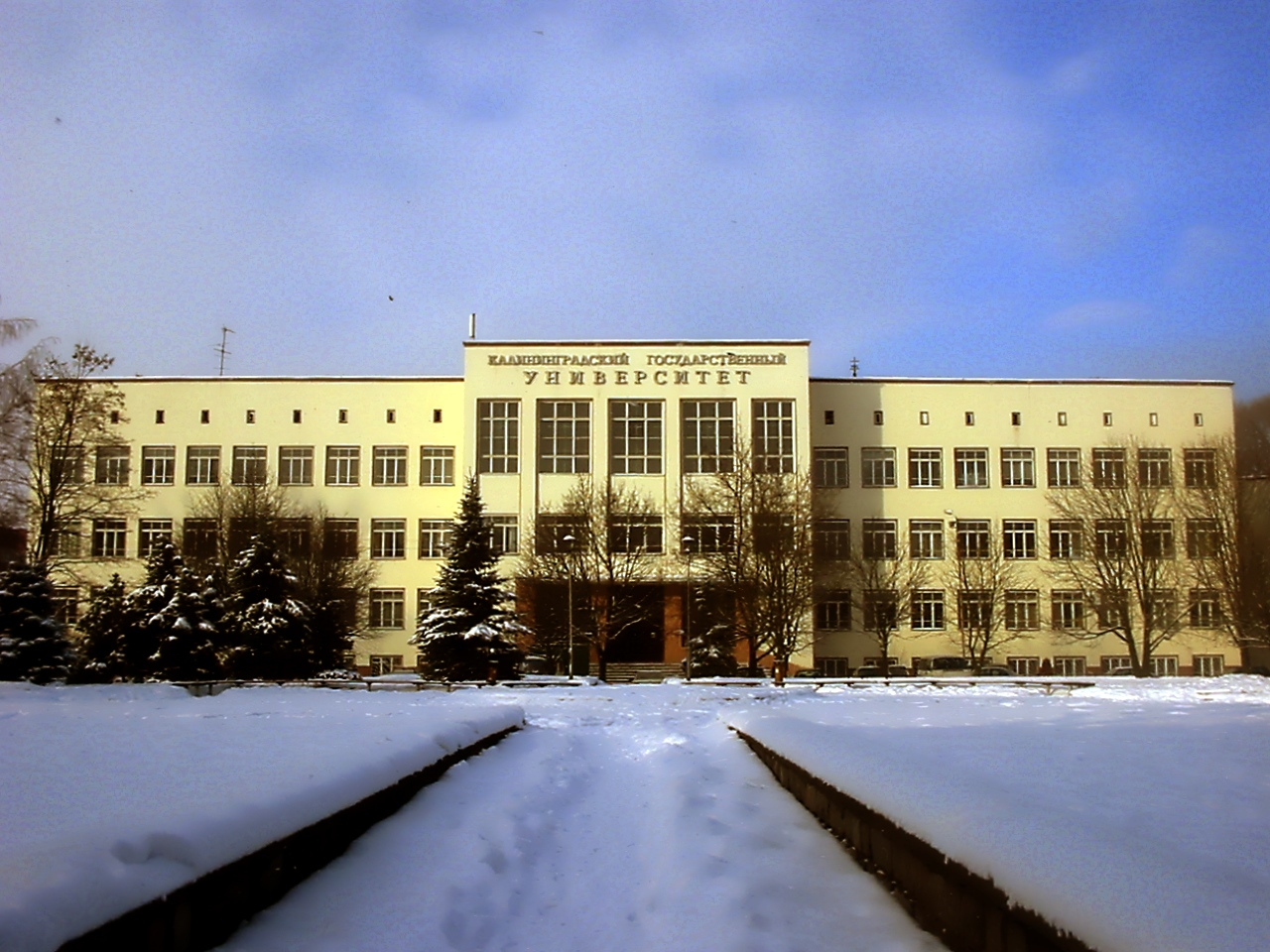
Das Hauptgebäude der Immanuel-Kant-Universität steht auf den Fundamenten der Albertus-Universität

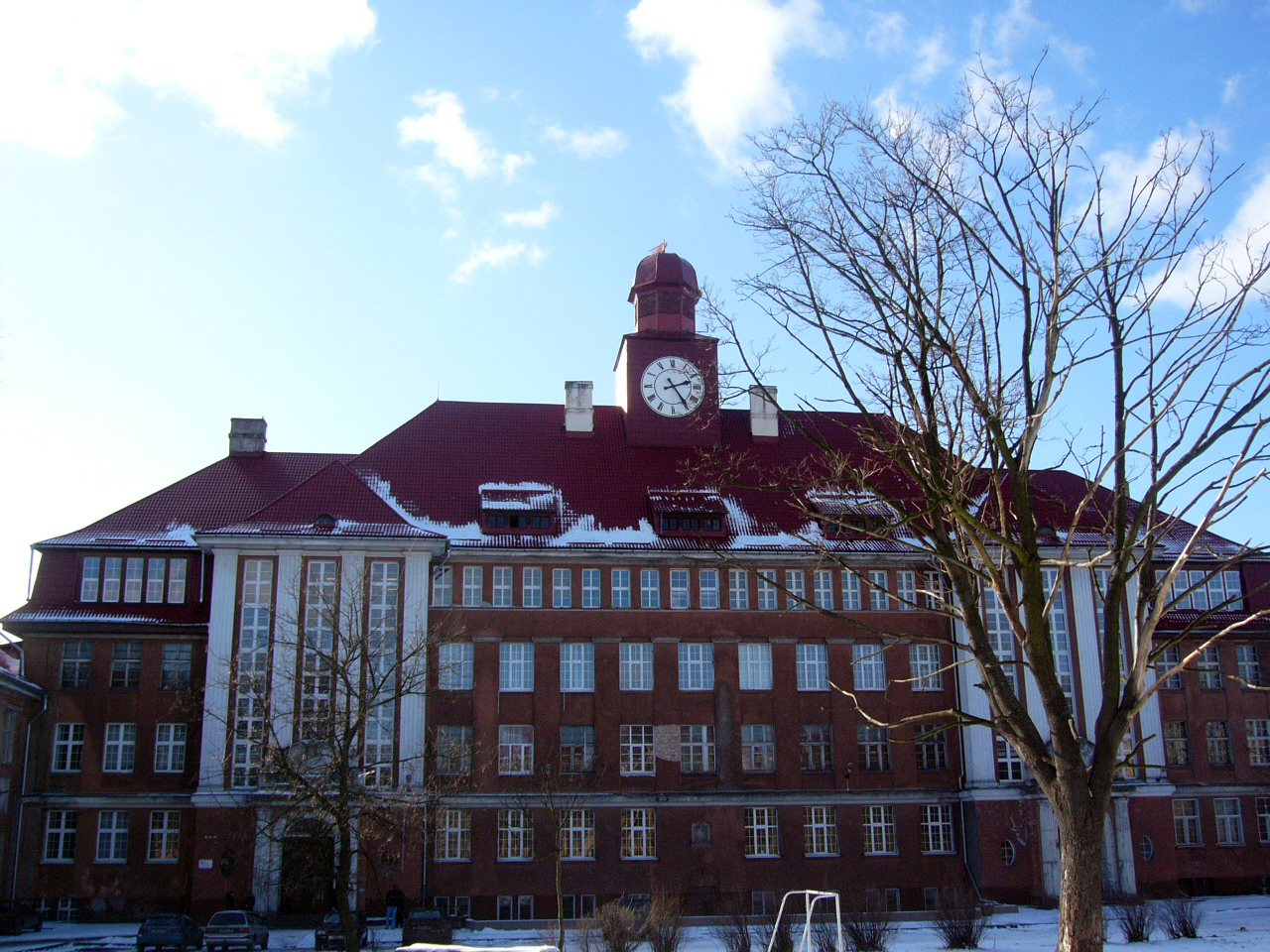
Die ehemalige Kraus- und Hippelschule beherbergt heute einen Teil der Universität.

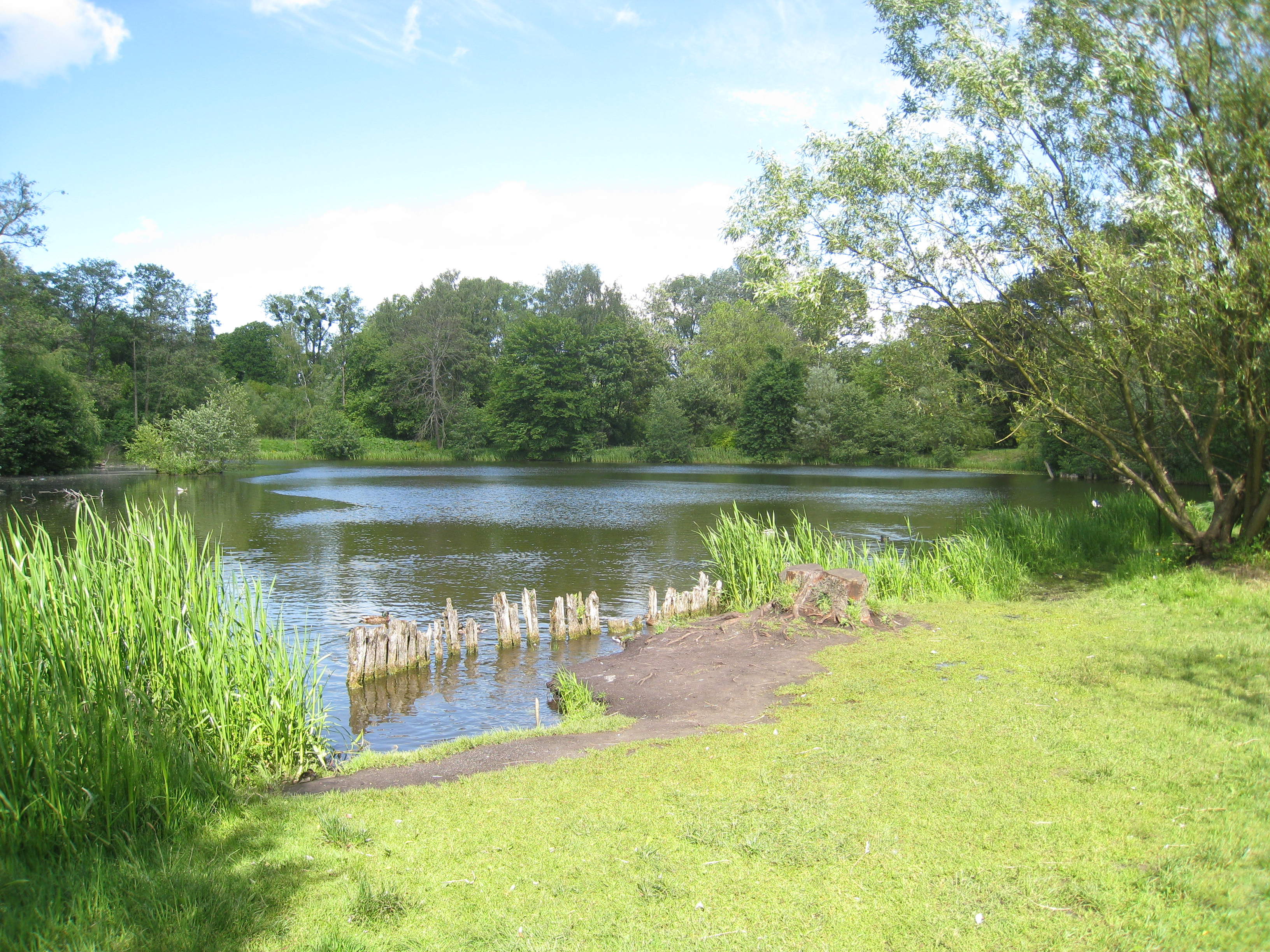
Der botanische Garten der Universität

### Gründungszeit
Nach dem Zweiten Weltkrieg wurde der nördliche Teil Ostpreußens mit Königsberg 1945 unter sowjetische Verwaltung gestellt und die Stadt 1946 während der Vertreibung der gesamten Bevölkerung und ihrer Neubesiedlung durch Sowjetbürger in Kaliningrad umbenannt.
Ab 1948 nutzte das russische Staatliche Kaliningrader Pädagogische Institut Teile des Campus der früheren Albertina. 1966 erhielt das Institut den Status einer Universität mit dem Namen Kaliningrader Staatliche Universität. In den 1960er Jahren wurde auf den Grundmauern des kriegszerstörten Hauptgebäudes der Albertina am Paradeplatz ein Neubau errichtet, dessen Hauptportal der frühere linke Seiteneingang im erhalten gebliebenen Liebenthal-Flügel bildet. An der Universität wurde 1974 ein Kant-Museum eingerichtet, in dem nicht nur an den Philosophen, sondern auch an andere Traditionen der deutschen Albertina erinnert wird. Mit der Öffnung Russlands in den 1990er Jahren fanden die Traditionen der Albertina vor Ort verstärktes Interesse. Beispielsweise wird seit der Perestroika gerne auf den Namen Albertina zurückgegriffen, so bei der zeitweiligen offiziellen Internetadresse www.albertina.ru.

### Gegenwart
Die Universität hat zwölf Fakultäten: Biologie, Geografie und Geoökologie, Geschichte, Wirtschaft, Psychologie und Sozialarbeit, Körperkultur und Sport, Mathematik, Physik und Technik, Service, Rechtswissenschaften, Linguistik und Interkulturelle Kommunikation, Philologie und Journalistik, seit 2009 auch Medizin.
Anlässlich der 450-Jahr-Feier der Universität im August 1994 fanden ein deutsch-russischer Gottesdienst im restaurierten Königsberger Dom und ein mehrsprachiger Festakt in der Universität statt.
Im Rahmen der Feierlichkeiten zum 750-jährigen Stadtjubiläum Kaliningrads im Juli 2005 wurde die Universität in Anwesenheit des russischen Präsidenten Wladimir Putin und des deutschen Bundeskanzlers Gerhard Schröder in Immanuel-Kant-Universität umbenannt.

## Internationale Beziehungen
Seit der Unabhängigkeit Litauens im September 1991 und der kurz darauf erfolgten Auflösung der Sowjetunion hat das zur Russischen Föderation gehörende Kaliningrader Gebiet keine räumliche Verbindung mehr zum übrigen russischen Staatsgebiet. In politischer, wirtschaftlicher und sozialer Hinsicht ergeben sich aus der EU-Mitgliedschaft der unmittelbaren Nachbarn Polen und Litauen neue Bedingungen für die russische Exklave und die Universität im internationalen Verkehr. Die Immanuel-Kant-Universität hat zahlreiche internationale Partnerschaften mit ausländischen Universitäten, u. a. langjährige intensive Beziehungen mit der juristischen Fakultät der Universität Göttingen, Kooperationen mit der Ludwig-Maximilians-Universität München und der Technischen Universität Wien, sowie Erasmus-Vereinbarungen und DAAD-Euler-Projekte insbesondere mit der Fakultät Mathematik und Informatik der Universität Leipzig.